# 200255 Weigle
200255 Weigle è un asteroide della fascia principale. Scoperto nel 1999, presenta un'orbita caratterizzata da un semiasse maggiore pari a 2,6514362 au e da un'eccentricità di 0,1340415, inclinata di 1,32111° rispetto all'eclittica.